# Pezou
Pezou est une commune française située dans le département de Loir-et-Cher, en région Centre-Val de Loire.
Localisée au nord du département, la commune fait partie de la petite région agricole « les Vallée et Coteaux du Loir », bordée au nord par un coteau raide et au sud par les coteaux en pente douce. Elle est drainée par le Loir, le Gratteloup, le Chamort et par divers petits cours d'eau.
L'occupation des sols est marquée par l'importance des espaces agricoles et naturels qui occupent la quasi-totalité du territoire communal. Un espace naturel d'intérêt est présent sur la commune :  et un espace naturel sensible,  En 2010, l'orientation technico-économique de l'agriculture sur la commune est la culture des céréales et des oléoprotéagineux. À l'instar du département qui a vu disparaître le quart de ses exploitations en dix ans, le nombre d'exploitations agricoles a fortement diminué, passant de 17 en 1988, à 10 en 2000, puis à 9 en 2010.
Le patrimoine architectural de la commune comprend deux bâtiments portés à l'inventaire des monuments historiques : la carrière des Grouais de Chicherais, classée en 1982, découverte par Christian Lecubin en 1966, et l'église Saint-Pierre de Pezou, inscrite en 1926.

## Géographie

### Localisation et communes limitrophes
La commune de Pezou se trouve au nord du département de Loir-et-Cher, dans la petite région agricole des Vallée et Coteaux du Loir,. À vol d'oiseau, elle se situe à 33,6 km  de Blois, préfecture du département, à 9,7 km de Vendôme, sous-préfecture, et à 24,8 km de Savigny-sur-Braye, chef-lieu du canton du Perche dont dépend la commune depuis 2015. La commune fait en outre partie du bassin de vie de Vendôme.
Les communes les plus proches sont : Lisle (2,2 km), Lignières (3,1 km), Renay (3,2 km), Saint-Firmin-des-Prés (3,2 km), Busloup (3,2 km), Rahart (5,6 km), Fréteval (5,8 km), Rocé (6,3 km)  et La Chapelle-Enchérie (6,3 km).

### Paysages et relief
Dans le cadre de la Convention européenne du paysage, adoptée le 20 octobre 2000 et entrée en vigueur en France le 1er juillet 2006, un atlas des paysages de Loir-et-Cher a été élaboré en 2010 par le CAUE de Loir-et-Cher, en collaboration avec la DIREN Centre (devenue DREAL en 2011), partenaire financier. Les paysages du département s'organisent ainsi en huit grands ensembles et 25 unités de paysage,. La commune fait partie de l'unité de paysage de « la vallée amont du Loir », dans la vallée du Loir.
Le Loir en amont de Vendôme dessine un généreux couloir, plutôt régulier, qui ne s'élargit vraiment qu'à l'approche de Vendôme. Les coteaux, souvent trop raides pour être cultivés, bordent la vallée d'un net liseré sombre et boisé. Lorsqu'ils sont plus arrondis, comme à Morée, ils sont cultivés jusqu'à leur sommet et rejoignent progressivement les plateaux de Beauce. Ces reliefs doux et élégants sont fragiles et sensibles à toute implantation nouvelle de bâtiments. Le fond, aplani, est majoritairement dévolu aux cultures.
L'altitude du territoire communal varie de 82 mètres à 148 mètres,.

### Hydrographie

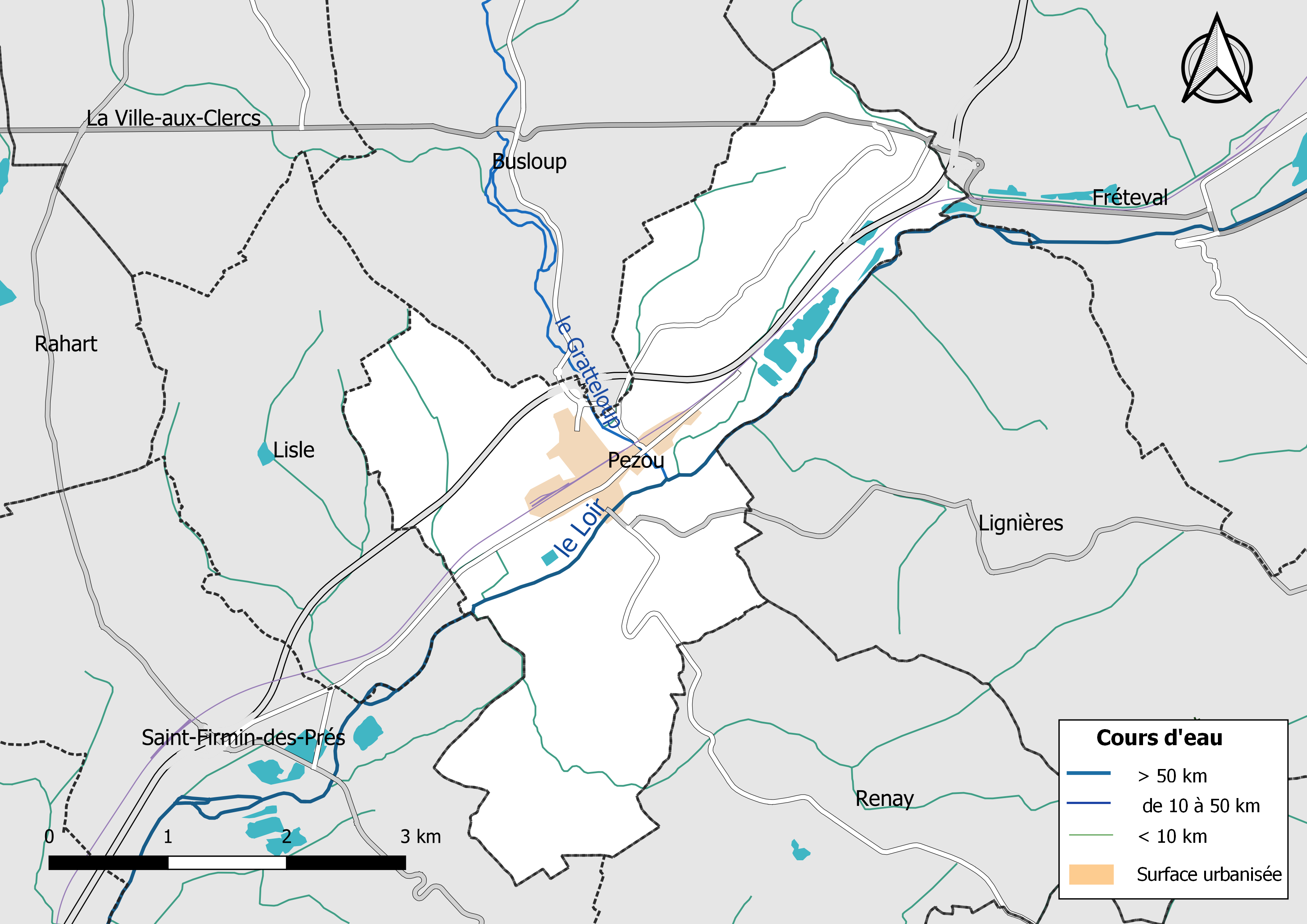
Réseau hydrographique de Pezou.

La commune est drainée par le Loir (3,741 km), le Gratteloup (1,013 km), le Chamort et par divers petits cours d'eau, constituant un réseau hydrographique de 16,76 km de longueur totale.
Le Loir traverse la commune du nord-est vers le sud-ouest. D'une longueur totale de 317,4 km, il prend sa source dans la commune de Champrond-en-Gâtine (Eure-et-Loir) et se jette  dans la Sarthe à Briollay (Maine-et-Loire), après avoir traversé 86 communes.
Le Gratteloup traverse la commune en s'écoulant du nord au sud. D'une longueur totale de 17,1 km, il prend sa source dans la commune de Fontaine-Raoul (41) et se jette  dans le Loir à Pezou, après avoir traversé 5 communes.
Le Loir est un cours d'eau de deuxième catégorie, où le peuplement piscicole dominant est constitué de poissons blancs (cyprinidés) et de carnassiers (brochet, sandre et perche), tandis que le Gratteloup est un cours d'eau de première catégorie, où le peuplement piscicole dominant est constitué de salmonidés (truite, omble chevalier, ombre commun, huchon).

### Climat
Pour des articles plus généraux, voir Climat du Centre-Val de Loire et Climat de Loir-et-Cher.
En 2010, le climat de la commune est de type climat océanique dégradé des plaines du Centre et du Nord, selon une étude du CNRS s'appuyant sur une série de données couvrant la période 1971-2000. En 2020, Météo-France publie une typologie des climats de la France métropolitaine dans laquelle la commune est exposée à un climat océanique altéré et est dans la région climatique Moyenne vallée de la Loire, caractérisée par une bonne insolation (1 850 h/an) et un été peu pluvieux.
Pour la période 1971-2000, la température annuelle moyenne est de 10,8 °C, avec une amplitude thermique annuelle de 15 °C. Le cumul annuel moyen de précipitations est de 652 mm, avec 10,9 jours de précipitations en janvier et 6,9 jours en juillet. Pour la période 1991-2020, la température moyenne annuelle observée sur la station météorologique de Météo-France la plus proche, sur la commune de Saint-Léonard-en-Beauce à 18 km à vol d'oiseau, est de 11,9 °C et le cumul annuel moyen de précipitations est de 642,2 mm,. Pour l'avenir, les paramètres climatiques de la commune estimés pour 2050 selon différents scénarios d'émission de gaz à effet de serre sont consultables sur un site dédié publié par Météo-France en novembre 2022.

### Milieux naturels et biodiversité

#### Inventaire du patrimoine naturel
Aucun espace naturel présentant un intérêt patrimonial n'est recensé sur la commune dans l'inventaire national du patrimoine naturel,,.

#### Espaces naturels sensibles
Dans le cadre de sa politique environnementale, le Conseil départemental labellise certains sites au patrimoine naturel remarquable, les « espaces naturels sensibles », dans le but de les préserver, les faire connaître et les valoriser. Vingt-six sites sont ainsi identifiés dans le département dont un situé sur le territoire communal : « les Grouais de Chicheray  », présentant un intérêt préhistorique et géologique.

## Urbanisme

### Typologie
Au 1er janvier 2024, Pezou est catégorisée commune rurale à habitat dispersé, selon la nouvelle grille communale de densité à sept niveaux définie par l'Insee en 2022.
Elle est située hors unité urbaine. Par ailleurs la commune fait partie de l'aire d'attraction de Vendôme, dont elle est une commune de la couronne,. Cette aire, qui regroupe 57 communes, est catégorisée dans les aires de moins de 50 000 habitants,.

### Occupation des sols
L'occupation des sols est marquée par l'importance des espaces agricoles et naturels (95,9 %). La répartition détaillée ressortant en 2012 de la base de données européenne d'occupation biophysique des sols Corine Land Cover est la suivante : 
terres arables (44,2 %), 
zones agricoles hétérogènes (25,5 %), 

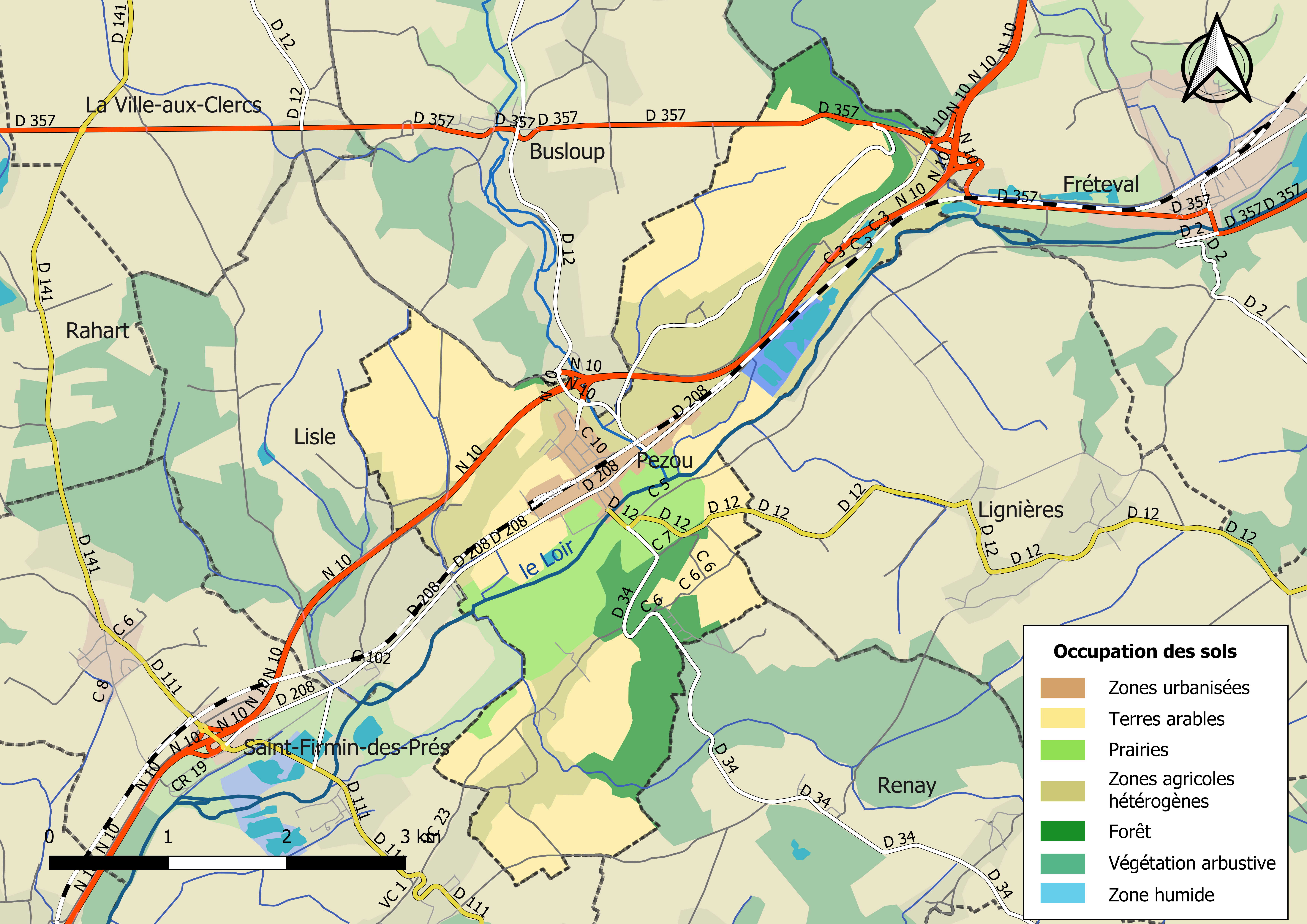
Carte des infrastructures et de l'occupation des sols de la commune en 2018 (CLC).

prairies (10,5 %), 
forêts (13,8 %), 
zones urbanisées (4,1 %), 
eaux continentales (1,9 %).

### Planification
La loi SRU du 13 décembre 2000 a incité fortement les communes à se regrouper au sein d'un établissement public, pour déterminer les partis d'aménagement de l'espace au sein d'un SCoT, un document essentiel d'orientation stratégique des politiques publiques à une grande échelle. La commune est dans le territoire du  SCOT des Territoires du Grand Vendômois, approuvé en 2006 et dont la révision a été prescrite en 2017, pour tenir compte de l'élargissement de périmètre,.
En matière de planification, la commune disposait en 2017 d'un plan local d'urbanisme en révision. Par ailleurs, à la suite de la loi ALUR (loi pour l'accès au logement et un urbanisme rénové) de mars 2014, un plan local d'urbanisme intercommunal couvrant le territoire de la communauté de communes du Perche et Haut Vendômois a été prescrit le 9 décembre 2015.

### Habitat et logement
Le tableau ci-dessous présente la typologie des logements à Pezou en 2016 en comparaison avec celle du Loir-et-Cher et de la France entière. Une caractéristique marquante du parc de logements est ainsi une proportion de résidences secondaires et logements occasionnels (10,7 %) inférieure à celle du département (18 %) mais supérieure à celle de la France entière (9,6 %). Concernant le statut d'occupation de ces logements, 80,6 % des habitants de la commune sont propriétaires de leur logement (80,6 % en 2011), contre 68,1 % pour le Loir-et-Cher et 57,6 pour la France entière.
|                                                         | Pezou | Loir-et-Cher | France entière |
| ------------------------------------------------------- | ----- | ------------ | -------------- |
| Résidences principales (en %)                           | 80,7  | 74,5         | 82,3           |
| Résidences secondaires et logements occasionnels (en %) | 10,7  | 18           | 9,6            |
| Logements vacants (en %)                                | 8,6   | 7,5          | 8,1            |

### Risques majeurs
Le territoire communal de Pezou est vulnérable à différents aléas naturels : inondations (par débordement du Loir ou par ruissellement), climatiques (hiver exceptionnel ou canicule), mouvements de terrains ou sismique (sismicité très faible). 
Il est également exposé à un risque technologique :  le transport de matières dangereuses,.

#### Risques naturels

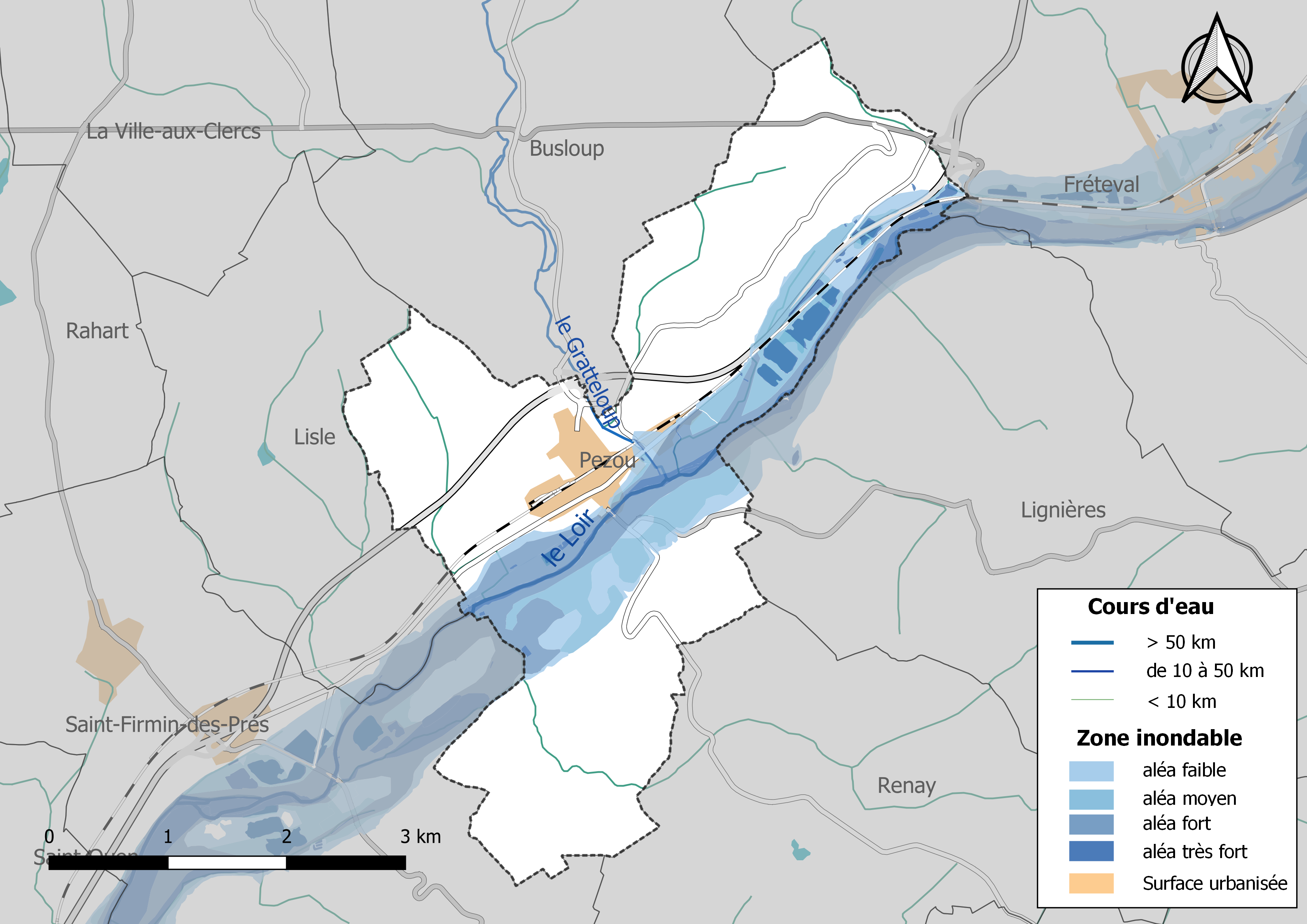
Zones inondables de la commune de Pezou.

Les mouvements de terrains susceptibles de se produire sur la commune sont soit liés au retrait-gonflement des argiles, soit des chutes de blocs, soit des glissements de terrains, soit des effondrements liés à des cavités souterraines. Le phénomène de retrait-gonflement des argiles est la conséquence d'un changement d'humidité des sols argileux. Les argiles sont capables de fixer l'eau disponible mais aussi de la perdre en se rétractant en cas de sécheresse. Ce phénomène peut provoquer des dégâts très importants sur les constructions (fissures, déformations des ouvertures) pouvant rendre inhabitables certains locaux. La carte de zonage de cet aléa peut être consultée sur le site de l'observatoire national des risques naturels Georisques. Une autre carte permet de prendre connaissance des cavités souterraines localisées sur la commune.
Les crues du Loir sont moins importantes que celles de la Loire, mais elles peuvent provoquer des dégâts importants. Les crues historiques sont celles de 1665 (4 m à l'échelle de Vendôme), 1784 (2,84 m), 1961 (2,90 m) et 2004 (2 m). Le débit maximal historique est de 256 m3/s et caractérise une crue de retour cinquantennal. Le risque d'inondation est pris en compte dans l'aménagement du territoire de la commune par le biais du Plan de prévention du risque inondation (PPRI) du Loir.

#### Risques technologiques
Le risque de transport de marchandises dangereuses sur la commune est lié à sa traversée par des infrastructures routières et ferroviaires importantes et la présence d'une canalisation de transport de gaz. Un accident se produisant sur de telles infrastructures est en effet susceptible d'avoir des effets graves au bâti ou aux personnes jusqu'à 350 m, selon la nature du matériau transporté. Des dispositions d'urbanisme peuvent être préconisées en conséquence.

## Toponymie
Le nom de la localité est attesté sous les formes Pustaconem en 1040 ; Pezostum au XIe siècle ; Pezoletum, Pisost au XIe siècle ; Apud Pisoium vers 1165 ; Apud Pesou en 1192 ; Pezotum, Pizotum et Pizoium au XIIe siècle ; Juxta vineas de Pesoto en 1237 ; Pezo au XIIIe siècle ; Pezou en 1311 ; Pesou en 1325 ; Pisotum en 1468 (Cartulaire de Vendôme) ; Pezou en 1490 ; Pezou en 1740 ; Pezouau XVIIIe siècle (Carte de Cassini).

## Histoire

### Révolution française et Empire

#### Nouvelle organisation territoriale
Le décret de l'Assemblée nationale du 12 novembre 1789 décrète qu'« il y aura une municipalité dans chaque ville, bourg, paroisse ou communauté de campagne », mais ce n'est qu'avec le décret de la Convention nationale du 10 brumaire an II (31 octobre 1793) que la paroisse de Pezou devient formellement « commune de Pezou »,.
En 1790, dans le cadre de la création des départements, la municipalité est rattachée au canton de Morée et au district de Vendôme. Les cantons sont supprimés, en tant que découpage administratif, par une loi du 26 juin 1793, et ne conservent qu'un rôle électoral, permettant l'élection des électeurs du second degré chargés de désigner les députés,. La Constitution du 5 fructidor an III, appliquée à partir de vendémiaire an IV (1795) supprime les districts, considérés comme des rouages administratifs liés à la Terreur, mais maintient les cantons qui acquièrent dès lors plus d'importance en retrouvant une fonction administrative. Enfin, sous le Consulat, un redécoupage territorial visant à réduire le nombre de justices de paix ramène le nombre de cantons en Loir-et-Cher de 33 à 24. Pezou est alors rattachée au canton de Morée et à l'arrondissement de Vendôme par arrêté du 5 vendémiaire an X (26 septembre 1801),,. Cette organisation va rester inchangée pendant près de 150 ans.

### Époque contemporaine
À la suite du traité de décembre 1329, qui délimitait les comtés de Blois et de Vendôme, Chesne-Carré releva du comté de Blois, Fontaine-sous-Pezou releva du Dunois, et Pezou, chef-lieu de la paroisse, resta au comté de Vendôme ; ainsi cette paroisse eut trois rôles de taille, dépendant chacun d'une élection différente (Bibliothèque Nationale de France.-Fonds Brienne, vol. 309).

Dans le Supplément au Traité des Aydes, de 1643, Lignières et le bourg de Pezou constituent une collecte de l'élection de Vendôme, et sur le Cadastre d'Orléans, 1665 (Archives Nationales.-Q3 231 à 233), le bourg de Pezou est mentionné comme collecte indépendante de l'Élection de Vendôme.

Le bourg de Pezou suivait la coutume d'Anjou et le reste de la paroisse celle de Chartres.

Pezou ressortissait au bailliage royal de Chartres, à l'exception des villages de Fontaine-sous-Pezou, de Chêsne-Carré et de Chicheray qui relevaient de celui de Blois.

Si Pezou forma toujours une paroisse religieuse, en 1717, un vicaire ayant titre de chapelain desservait les hameaux de Chesne-Carré et de Chicheray.

Les municipalités de Chesne-Carré et de Fontaine-sous-Pezou, créées en 1787 à la suite de la réforme administrative, furent supprimées le 4 février 1791 et rattachées à celle de Pezou (Archives Départementales de Loir-et-Cher-L 1682, no 159).

Cas exemplaire dans l'histoire administrative de la région Centre.

La commune se situe à l'orée de la forêt de Fréteval, morcelée depuis, le long de la rivière du Loir.

## Politique et administration

### Découpage territorial
La commune de Pezou est membre de la communauté de communes du Perche et Haut Vendômois, un établissement public de coopération intercommunale (EPCI) à fiscalité propre créé le 1er janvier 2014.
Elle est rattachée sur le plan administratif à l'arrondissement de Vendôme, au département de Loir-et-Cher et à la région Centre-Val de Loire, en tant que circonscriptions administratives. Sur le plan électoral, elle est rattachée au canton du Perche depuis 2015 pour l'élection des conseillers départementaux et à la troisième circonscription de Loir-et-Cher pour les élections législatives.

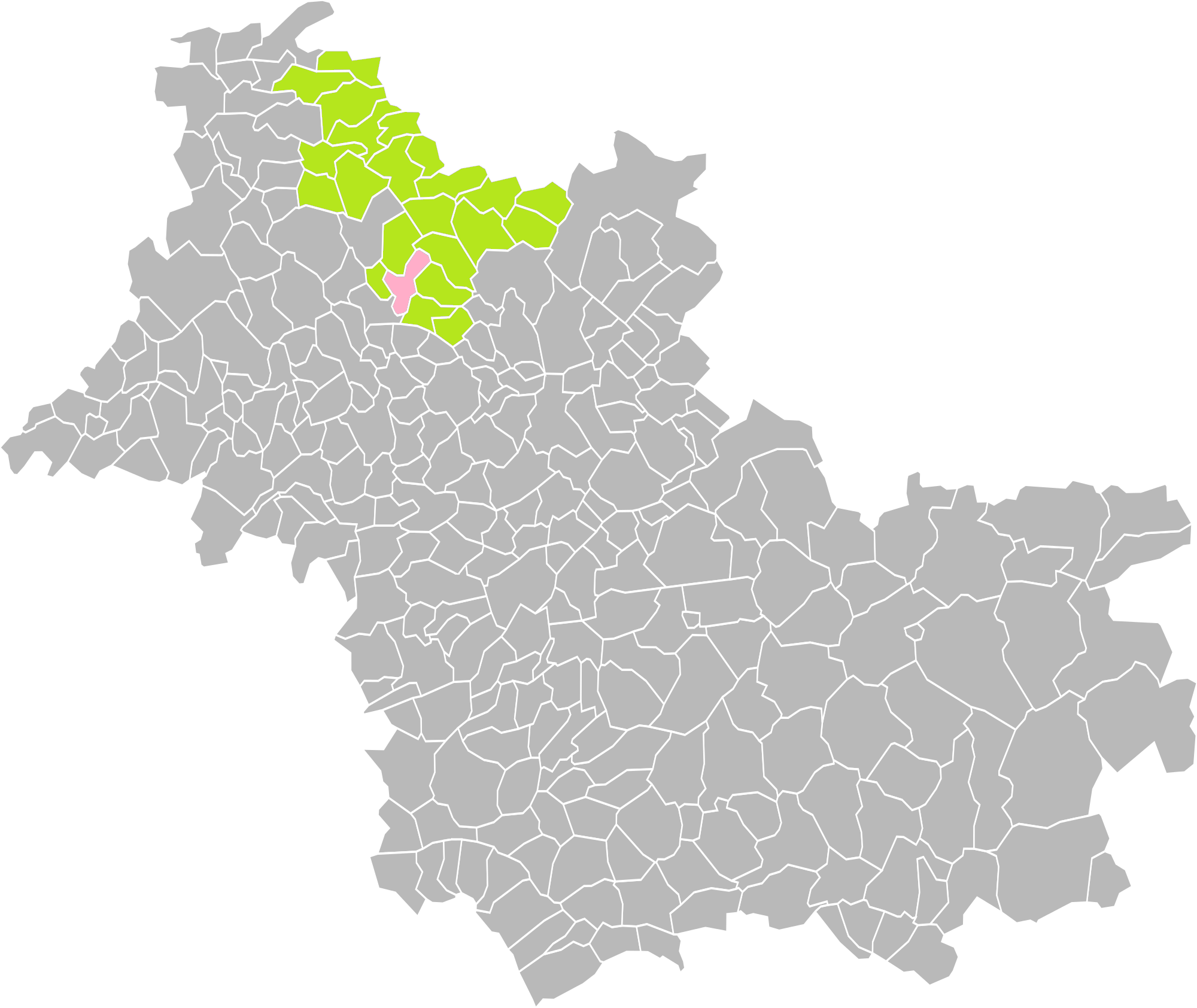
Pezou dans l'intercommunalité en 2016.
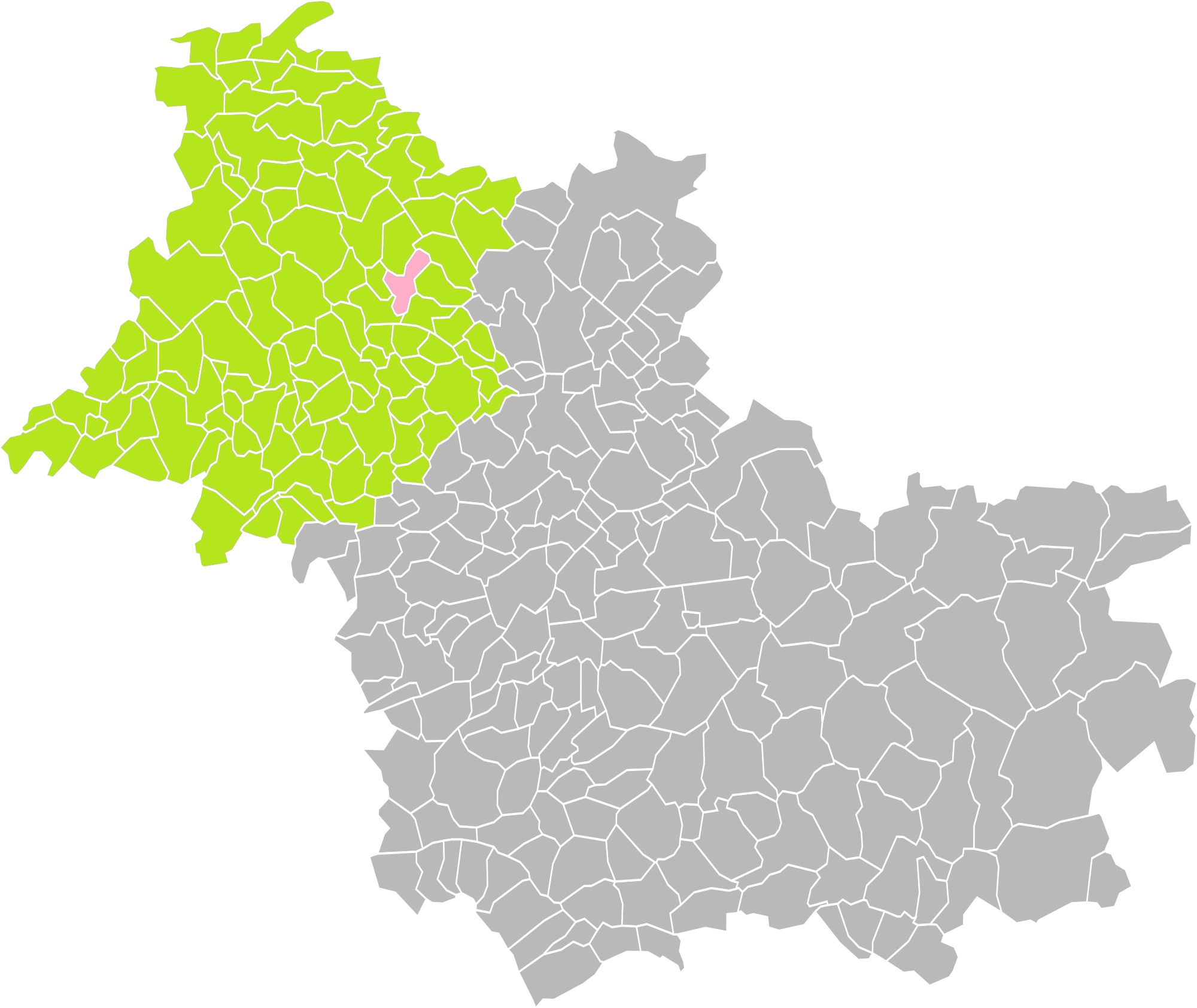
Pezou dans l'arrondissement de Vendôme en 2016.
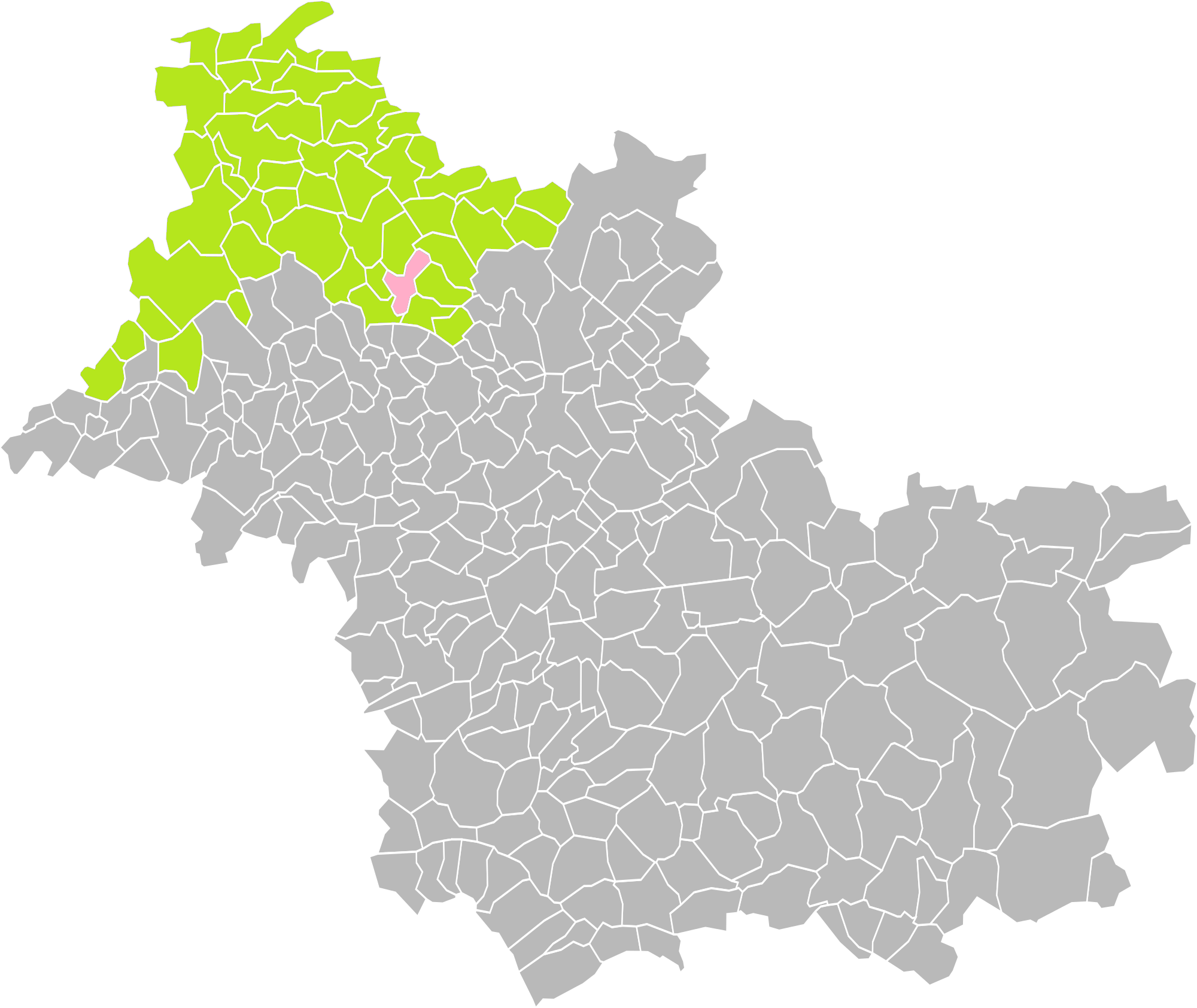
Pezou dans le canton du Perche en 2016.

### Politique et administration municipale

#### Conseil municipal et maire
Le conseil municipal de Pezou, commune de plus de 1 000 habitants, est élu au scrutin proportionnel plurinominal avec prime majoritaire. Compte tenu de la population communale, le nombre de sièges au conseil municipal est de 15. Le maire, à la fois agent de l'État et exécutif de la commune en tant que collectivité territoriale, est élu par le conseil municipal au scrutin secret lors de la première réunion du conseil suivant les élections municipales, pour un mandat de six ans, c'est-à-dire pour la durée du mandat du conseil.
| Période                                  | Période      | Identité                           | Étiquette | Qualité                |
| ---------------------------------------- | ------------ | ---------------------------------- | --------- | ---------------------- |
| 1855                                     |              | Jules-Philippe-Antoine de Brisoult | -         | Châtelain de Chicheray |
| 1983                                     | février 1991 | Denise Piraud                      | -         |                        |
| mars 1965                                | mars 1977-   | Paul Martinet                      | -         |                        |
| mai 1994                                 | mars 2001    | Claude Michelangéli                | -         |                        |
| mars 2001                                | mars 2008    | Claude Michelangéli                | -         |                        |
| mars 2008                                | mars 2014    | Didier Bussereau                   | -         |                        |
| mars 2014                                | mars 2017    | Alain Sopena                       | -         |                        |
| avril 2017                               | mars 2020    | Pierre Solon                       | -         |                        |
| mars 2020                                | En cours     | Pierre Solon,                      | -         |                        |
| Les données manquantes sont à compléter. |              |                                    |           |                        |

## Équipements et services

### Eau et assainissement
L'organisation de la distribution de l'eau potable, de la collecte et du traitement des eaux usées et pluviales relève des communes. La compétence eau et assainissement des communes est un service public industriel et commercial (SPIC).

#### Alimentation en eau potable
Le service d'eau potable comporte trois grandes étapes : le captage, la potabilisation et la distribution d'une eau potable conforme aux normes de qualité fixées pour protéger la santé humaine. En 2019, la commune est membre du syndicat intercommunal d'adduction d'eau potable de Pezou Loir-Reveillon qui assure le service en régie.

#### Assainissement des eaux usées
En 2019, la commune de Pezou gère le service d'assainissement collectif en régie directe, c'est-à-dire avec ses propres personnels, avec le statut de régie à autonomie financière.
Deux stations de traitement des eaux usées sont en service au 1er janvier 2019 sur le territoire communal : 
- « Le Bourg », un équipement utilisant la technique de l'aération par boues activées, dont la capacité est de 870 EH, mis en service le 1er juin 1974[73] ;
- « Fontaine », un équipement utilisant la technique par décantation, filtre biologique, avec prétraitement, dont la capacité est de 350 EH, mis en service le 1er février 2000[74].

L'assainissement non collectif (ANC) désigne les installations individuelles de traitement des eaux domestiques qui ne sont pas desservies par un réseau public de collecte des eaux usées et qui doivent en conséquence traiter elles-mêmes leurs eaux usées avant de les rejeter dans le milieu naturel. La communauté de communes du Perche et Haut Vendômois assure pour le compte de la commune le service public d'assainissement non collectif (SPANC), qui a pour mission de vérifier la bonne exécution des travaux de réalisation et de réhabilitation, ainsi que le bon fonctionnement et l'entretien des installations.

### Sécurité, justice et secours
La sécurité de la commune est assurée par la brigade de gendarmerie de Pezou qui dépend du groupement de gendarmerie départementale de Loir-et-Cher installé à Blois.
En matière de justice, Pezou relève du conseil de prud'hommes de Blois, de la Cour d'appel d'Orléans (juridiction de Blois), de la Cour d'assises de Loir-et-Cher, du tribunal administratif de Blois, du tribunal de commerce de Blois et du tribunal judiciaire de Blois.

## Population et société

### Démographie

#### Évolution démographique
L'évolution du nombre d'habitants est connue à travers les recensements de la population effectués dans la commune depuis 1793. Pour les communes de moins de 10 000 habitants, une enquête de recensement portant sur toute la population est réalisée tous les cinq ans, les populations de référence des années intermédiaires étant quant à elles estimées par interpolation ou extrapolation. Pour la commune, le premier recensement exhaustif entrant dans le cadre du nouveau dispositif a été réalisé en 2008.

En 2022, la commune comptait 1 093 habitants, en évolution de −2,32 % par rapport à 2016 (Loir-et-Cher : −1,15 %, France hors Mayotte : +2,11 %).
| 1793 | 1800 | 1806 | 1821 | 1831 | 1836 | 1841 | 1846 | 1851  |
| ---- | ---- | ---- | ---- | ---- | ---- | ---- | ---- | ----- |
| 560  | 460  | 616  | 710  | 836  | 903  | 991  | 968  | 1 014 |

| 1856  | 1861  | 1866  | 1872  | 1876  | 1881  | 1886  | 1891  | 1896  |
| ----- | ----- | ----- | ----- | ----- | ----- | ----- | ----- | ----- |
| 1 022 | 1 095 | 1 162 | 1 087 | 1 100 | 1 098 | 1 095 | 1 076 | 1 019 |

| 1901 | 1906  | 1911  | 1921 | 1926 | 1931 | 1936 | 1946 | 1954 |
| ---- | ----- | ----- | ---- | ---- | ---- | ---- | ---- | ---- |
| 978  | 1 030 | 1 032 | 955  | 960  | 912  | 890  | 802  | 792  |

| 1962 | 1968 | 1975 | 1982 | 1990 | 1999 | 2006  | 2008  | 2013  |
| ---- | ---- | ---- | ---- | ---- | ---- | ----- | ----- | ----- |
| 804  | 821  | 813  | 921  | 861  | 938  | 1 086 | 1 114 | 1 112 |

| 2018  | 2022  | - | - | - | - | - | - | - |
| ----- | ----- | - | - | - | - | - | - | - |
| 1 120 | 1 093 | - | - | - | - | - | - | - |

#### Pyramide des âges
La population de la commune est relativement jeune.
En 2018, le taux de personnes d'un âge inférieur à 30 ans s'élève à 33,0 %, soit au-dessus de la moyenne départementale (31,3 %). À l'inverse, le taux de personnes d'âge supérieur à 60 ans est de 27,5 % la même année, alors qu'il est de 31,6 % au niveau départemental.
En 2018, la commune comptait 567 hommes pour 553 femmes, soit un taux de 50,63 % d'hommes, largement supérieur au taux départemental (48,55 %).
Les pyramides des âges de la commune et du département s'établissent comme suit.
| Hommes | Classe d’âge | Femmes |
| ------ | ------------ | ------ |
| 0,5    | 90 ou +      | 2,2    |
| 7,9    | 75-89 ans    | 10,8   |
| 16,6   | 60-74 ans    | 17,0   |
| 23,1   | 45-59 ans    | 19,0   |
| 17,8   | 30-44 ans    | 19,0   |
| 13,8   | 15-29 ans    | 14,6   |
| 20,3   | 0-14 ans     | 17,4   |

| Hommes | Classe d’âge | Femmes |
| ------ | ------------ | ------ |
| 1,1    | 90 ou +      | 2,6    |
| 9,2    | 75-89 ans    | 11,9   |
| 19,7   | 60-74 ans    | 20,4   |
| 20,7   | 45-59 ans    | 20     |
| 16,5   | 30-44 ans    | 16,2   |
| 15,2   | 15-29 ans    | 13,2   |
| 17,6   | 0-14 ans     | 15,7   |

## Économie

### Secteurs d'activité
Le tableau ci-dessous détaille le nombre d'entreprises implantées à Pezou selon leur secteur d'activité et le nombre de leurs salariés :
|                                                              | total | % com (% dep) | 0 salarié | 1 à 9 salarié(s) | 10 à 19 salariés | 20 à 49 salariés | 50 salariés ou plus |
| ------------------------------------------------------------ | ----- | ------------- | --------- | ---------------- | ---------------- | ---------------- | ------------------- |
| Ensemble                                                     | 77    | 100,0 (100)   | 55        | 19               | 3                | 0                | 0                   |
| Agriculture, sylviculture et pêche                           | 11    | 14,3 (11,8)   | 8         | 3                | 0                | 0                | 0                   |
| Industrie                                                    | 5     | 6,5 (6,5)     | 4         | 1                | 0                | 0                | 0                   |
| Construction                                                 | 10    | 13,0 (10,3)   | 4         | 6                | 0                | 0                | 0                   |
| Commerce, transports, services divers                        | 44    | 57,1 (57,9)   | 35        | 8                | 1                | 0                | 0                   |
| dont commerce et réparation automobile                       | 19    | 24,7 (17,5)   | 14        | 5                | 0                | 0                | 0                   |
| Administration publique, enseignement, santé, action sociale | 7     | 9,1 (13,5)    | 4         | 1                | 2                | 0                | 0                   |
| Champ : ensemble des activités.                              |       |               |           |                  |                  |                  |                     |

Le secteur du commerce, transports et services divers est prépondérant sur la commune (44 entreprises sur 77) néanmoins le secteur agricole reste important puisqu'en proportions (14,3 %), il est plus important qu'au niveau départemental (11,8 %).
Sur les 77 entreprises implantées à Pezou en 2016, 55 ne font appel à aucun salarié, 19 comptent 1 à 9 salariés et 3 emploient entre 10 et 19 personnes
Au 1er juillet 2017, la commune est classée en zone de revitalisation rurale (ZRR), un dispositif visant à aider le développement des territoires ruraux principalement à travers des mesures fiscales et sociales. Des mesures spécifiques en faveur du développement économique s'y appliquent également

### Agriculture
En 2010, l'orientation technico-économique de l'agriculture sur la commune est la polyculture et le polyélevage. Le département a perdu près d'un quart de ses exploitations en 10 ans, entre 2000 et 2010 (c'est le département de la région Centre-Val de Loire qui en compte le moins). Cette tendance se retrouve également au niveau de la commune où le nombre d'exploitations est passé de 19 en 1988 à 10 en 2000 puis à 9 en 2010. Parallèlement, la taille de ces exploitations augmente, passant de 39 ha en 1988 à 118 ha en 2010. 
Le tableau ci-dessous présente les principales caractéristiques des exploitations agricoles de Pezou, observées sur une période de 22 ans : 
|                                      | 1988                 | 2000                 | 2010                 |
| Dimension économique                 | Dimension économique | Dimension économique | Dimension économique |
| ------------------------------------ | -------------------- | -------------------- | -------------------- |
| Nombre d'exploitations (u)           | 19                   | 10                   | 9                    |
| Travail (UTA)                        | 23                   | 14                   | 10                   |
| Surface agricole utilisée (ha)       | 742                  | 1 088                | 1 062                |
| Cultures                             |                      |                      |                      |
| Terres labourables (ha)              | 692                  | 1 023                | 1 011                |
| Céréales (ha)                        | 379                  | 623                  | 648                  |
| dont blé tendre (ha)                 | 272                  | 430                  | 387                  |
| dont maïs-grain et maïs-semence (ha) | 46                   | s                    | 45                   |
| Tournesol (ha)                       | 99                   | s                    |                      |
| Colza et navette (ha)                | 54                   | 190                  | 220                  |
| Élevage                              |                      |                      |                      |
| Cheptel (UGBTA)                      | 764                  | 1172                 | 539                  |

.

#### Produits labellisés
Le territoire de la commune est intégré aux aires de productions de divers produits bénéficiant d'une indication géographique protégée (IGP) : le vin Val-de-loire, les volailles de l’Orléanais et les volailles du Maine,.

## Culture locale et patrimoine

### Lieux et monuments
- Église Saint-Pierre de Pezou, XIIe au XVIe siècle, inscrite au titre des monuments historiques[96].
- Carrière des Grouais de Chicherais, gisement préhistorique (paléolithique), classé monument historique[97].
- Château de Chicheray

### Héraldique
|  | Les armoiries de Pezou se blasonnent ainsi : De gueules aux deux coquilles en chef et à la tête de léopard issant de fleurs de lys en pointe, le tout d'or ; au chef bastillé de deux pièces et deux demies cousu d'azur, chargé d'une clé d'or posée en fasce, le panneton en bas à dextre. Création J.P. Fernon (1993). |

### Personnalités liées à la commune
- Adrien René Franchet (1834-1900), botaniste.
- Marc Antoine de Brisoult (1774-1827), sous-gouverneur des pages du roi Charles X, château de Chicheray.